# Кадырбек, Мурат Болатулы
Мурат Болатулы Кадырбек (каз. Мұрат Болатұлы Қадырбек; род. 3 августа 1980, Шардара, Шардаринский район, Южно-Казахстанская область, Казахская ССР, СССР) — казахстанский государственный и общественный деятель. Депутат Сената Парламента Республики Казахстан от Туркестанской области (с 2023).

## Биография
Родился 3 августа 1980 года в городе Шардара Шардаринского района Южно-Казахстанской области.

### Образование
В 1998 году с отличием окончил Шардаринскую среднюю школу, в 2002-м — Карагандинский государственный университет им. Е. А. Букетова по специальности «Юриспруденция», в 2007-м — Академию государственного управления при Президенте Республики Казахстан.

### Трудовая деятельность
Трудовую деятельность начал в 2002 году исполняющим обязанности прокурора в отделе по надзору за законностью судебных актов и исполнительных производств прокуратуры Казыбекбийского района города Караганды.
В 2003—2004 гг. — прокурор отдела по надзору за законностью судебных актов и исполнительного производства прокуратуры Казыбекбийского района города Караганды.
В 2004—2007 гг. — помощник прокурора Казыбекбийского района города Караганды.
C июля по ноябрь 2007 года работал в Карагандинской областной прокуратуре.
В 2007—2008 гг. — судья Тарбагатайского районного суда №2 Восточно-Казахстанской области.
В 2008—2009 гг. — заместитель начальника отдела бюджетного планирования, финансово-экономического обеспечения и управления государственными активами Министерства охраны окружающей среды Республики Казахстан.
В 2009—2010 гг. — заместитель директора Департамента экономики и финансов Министерства охраны окружающей среды Республики Казахстан.
C января по апрель 2010 года — заместитель директора Департамента экономических методов регулирования охраны окружающей среды Министерства охраны окружающей среды Республики Казахстан.
В 2010—2011 гг. — заместитель акима Енбекшиказахского района Алматинской области.
В 2011—2012 гг. — заместитель директора Департамента кадрового обеспечения Агентства по делам государственной службы Республики Казахстан.
В 2012—2013 гг. — заместитель руководителя управления Агентства Республики Казахстан по делам государственной службы по Алматинской области.
В 2013—2014 гг. — начальник управления Агентства по делам государственной службы Республики Казахстан по Северо-Казахстанской области — председатель Дисциплинарного совета.
В 2014—2016 гг. — заместитель руководителя департамента по делам коррупции по Мангистауской области, руководитель департамента Агентства Республики Казахстан по делам государственной службы по Мангистауской области — председатель Дисцилинарного совета.
В 2016—2021 гг. — аким города Арыси Южно-Казахстанской (с 2018 года — Туркестанской) области.
В 2021—2023 гг. — аким Жетысайского района Туркестанской области.
С 16 января 2023 года — депутат Сената Парламента Республики Казахстан от Туркестанской области, член Комитета по конституционному законодательству, судебной системе и правоохранительным органам.